# Svartsjö län
Svartsjö län var et län i Sverige, der fandtes fra 1300-tallet til 1634. Det blev gendannet i 1787, ved at man skilte otte sogne ud fra Stockholms län, og eksisterede til 1807. Sognene er i dag reduceret til fem og udgør Ekerö kommun i Stockholms län.
|  | Denne artikel kan blive bedre, hvis der indsættes geografiske koordinater Denne artikel omhandler et emne, som har en geografisk lokation. Du kan hjælpe ved at indsætte koordinater i wikidata. |